# Dusmadiores katelijnae
Dusmadiores katelijnae is een spinnensoort in de taxonomische indeling van de mierenjagers (Zodariidae).
Het dier behoort tot het geslacht Dusmadiores. De wetenschappelijke naam van de soort werd voor het eerst geldig gepubliceerd in 1987 door Rudy Jocqué.